# Асадов, Заур
Зау́р Аса́дов (азерб. Zaur Əsədov; 14 февраля 1982, Баку, Азербайджанская ССР, СССР) — азербайджанский футболист, амплуа — полузащитник.

## Клубная карьера
Защищал цвета клубов «МОИК», «Гянджларбирлийи» (Сумгаит), «Масаллы», «Туран» (Товуз), «Шамкир».
В 2009—2011 выступал в составе команды азербайджанской премьер-лиги «Мугань» из города Сальяны.
С 2011 играет за «Кяпаз».